# (2538) Vanderlinden
(2538) Vanderlinden (1954 UD) – planetoida z pasa głównego asteroid okrążająca Słońce w ciągu 3,36 lat w średniej odległości 2,24 j.a. Odkryta 30 października 1954 roku.